# Artedidraco lonnbergi
Artedidraco lonnbergi is een straalvinnige vissensoort uit de familie van de gebaarde ijskabeljauwen (Artedidraconidae). De wetenschappelijke naam van de soort is voor het eerst geldig gepubliceerd in 1913 door Roule.